# Edificio Libertad (Casablanca)
El Edificio Libertad (en árabe: عمارة الحرية‎, en francés: Immeuble Liberté), también conocido como "17 plantas" (17 étages o dix-sept étages), es un edificio de 17 pisos en Casablanca, Marruecos. Fue diseñado por Léonard Morandi y construido entre 1949 y 1951. En el momento de su construcción, fue uno de los edificios más altos de África.

## Historia
A finales de 1946, Léonard Morandi partió en un viaje prospectivo a Marruecos, y se instaló en Casablanca en 1947. Recibió su permiso de trabajo en octubre de 1948, y, poco después, tres empresarios de Lyon, Grenoble y Marsella le pidieron que construyera en la ciudad una torre de uso mixto (residencial y de oficinas).
Jacques Lemaigre Dubreuil (1894-1955), empresario francés y activista a favor de la independencia de Marruecos, fue uno de los residentes de la torre. Fue asesinado al pie del edificio, aparentemente por La Main Rouge. La plaza en la que éste se encuentra, anteriormente conocida como "Place de la Révolution Française", fue rebautizada en su honor. 

## Arquitectura

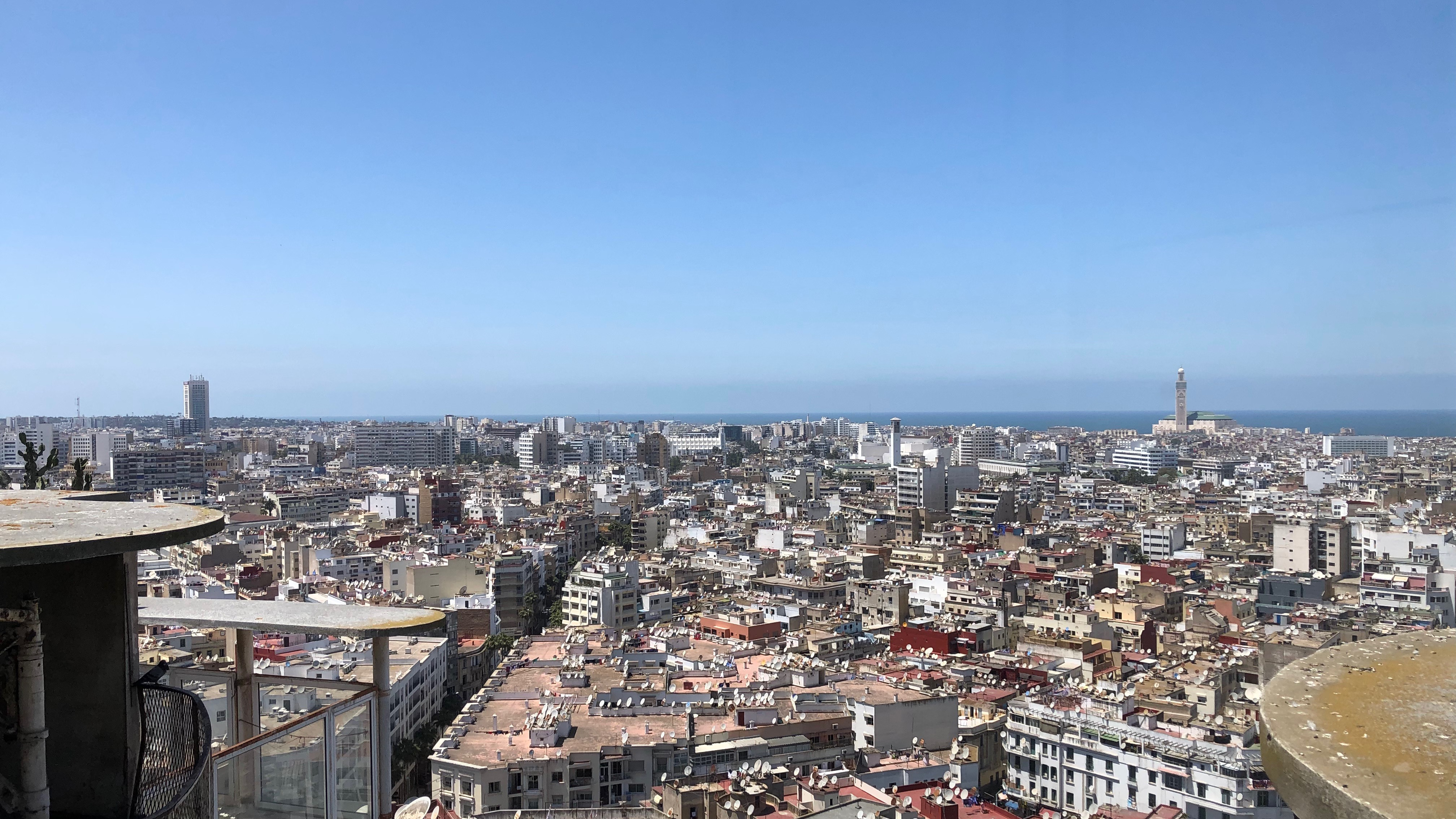
Vistas de la ciudad desde el edificio.

Este edificio tiene 17 pisos y alcanza una altura de 78 metros. Fue uno de los primeros rascacielos construidos en el continente africano y fue el primer edificio de más de 16 plantas en Marruecos.
Su planta con forma de V y su orientación al sur le proporciona luz natural directa. Las estancias principales, todas orientadas al sur, hacia la plaza, están resguardadas de la brisa del mar (a menudo cargada de humedad). El edificio también cuenta con conductos de basura privados con revestimiento antiséptico que conducen a un incinerador. 